# Рат (филм)
Рат је југословенски научно-фантастични филм из 1960. године.

## Радња
Венчање Тона и Марије прекида објава рата. Двоје младих покушавају стићи кући пре него што избије нуклеарни рат.

## Улоге
| Глумац                   | Улога                   |
| ------------------------ | ----------------------- |
| Антун Врдољак            |                         |
| Златко Мадунић           |                         |
| Љубиша Јовановић         |                         |
| Ита Рина                 |                         |
| Јанез Врховец            | капетан                 |
| Ева Кржизевска           | Марија                  |
| Тана Маскарели           |                         |
| Боса Стојадиновић        |                         |
| Велимир Бата Живојиновић | Официр инвазионе војске |
| Тито Строци              |                         |
| Марија Кон               |                         |
| Невенка Микулић          |                         |

Комплетна филмска екипа  ▼
| Редитељ              | Вељко Булајић           |
| Сценариста           | Ћезаре Заватини         |
| Композитор           | Владимир Краус Рајтерић |
| Директор фотографије | Крешо Грчевић           |
| Mонтажер             | Блаженка Јенчик         |
| Сценограф            | Душан Јеричевић         |

## Награде и фестивали
Филм је уврштен је у такмичарски програм фестивала у Венецији
Пула 1960 – Велика сребрном арена за филм; Златна арена за режију, Златна арена за главног глумца; Златна арена за сценографију